# Zenarchopterus caudovittatus
Zenarchopterus caudovittatus е вид лъчеперка от семейство Zenarchopteridae.

## Разпространение
Видът е разпространен в Австралия (Северна територия), Индонезия и Папуа Нова Гвинея.

## Описание
На дължина достигат до 14 cm.